# Château La Lagune
Le château La Lagune est un domaine viticole de 80 hectares situé à Ludon-Médoc en Gironde. Situé en AOC haut-médoc, il est classé troisième grand cru dans la classification officielle des vins de Bordeaux de 1855.

## Histoire
L'origine du domaine remonte au XVIIIe siècle, mais après le succès du classement en 1855, le château est tombé petit à petit dans l'oubli au cours du XXe siècle. La renaissance date des années 1950, avec la restauration de la propriété en 1958 par Georges Brunet – l'exploitation n'avait alors plus que 4 ha de vignes –, et le retour du vin à ses plus hauts niveaux. En 1962, le domaine est racheté par la maison de champagne Ayala qui le gère pendant quarante ans.
En 2000, le domaine est acquis par la famille Frey, Caroline Frey prend la tête de l'exploitation en 2005.
Le château et le jardin sont inscrits au titre des monuments historiques en 2011.
En 2018 et 2019, le château est le lieu de tournage de la quatrième et cinquième saison de l'émission Objectif Top Chef.

Illustrations du château La Lagune au XIXe siècle
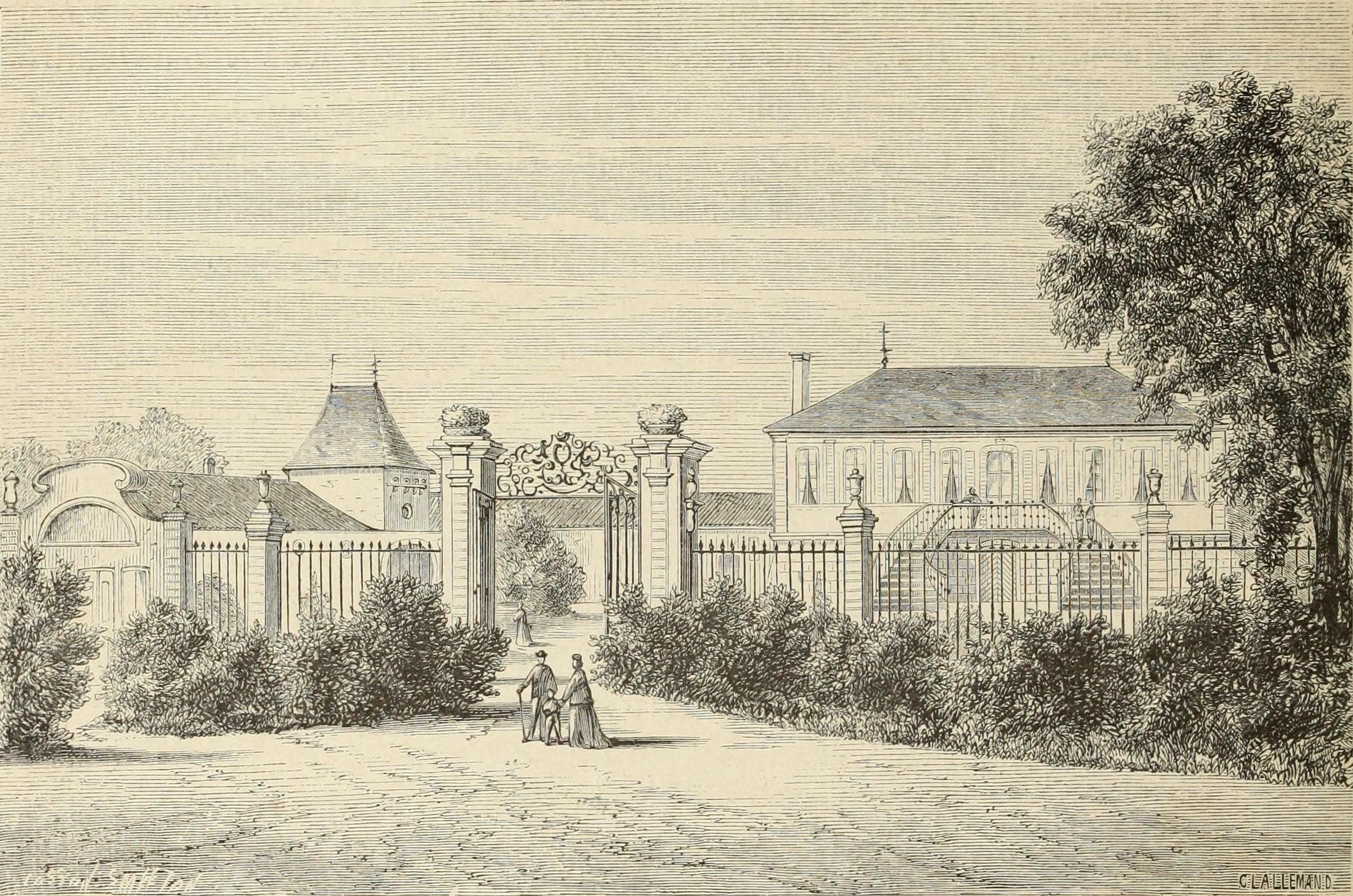
En 1868.
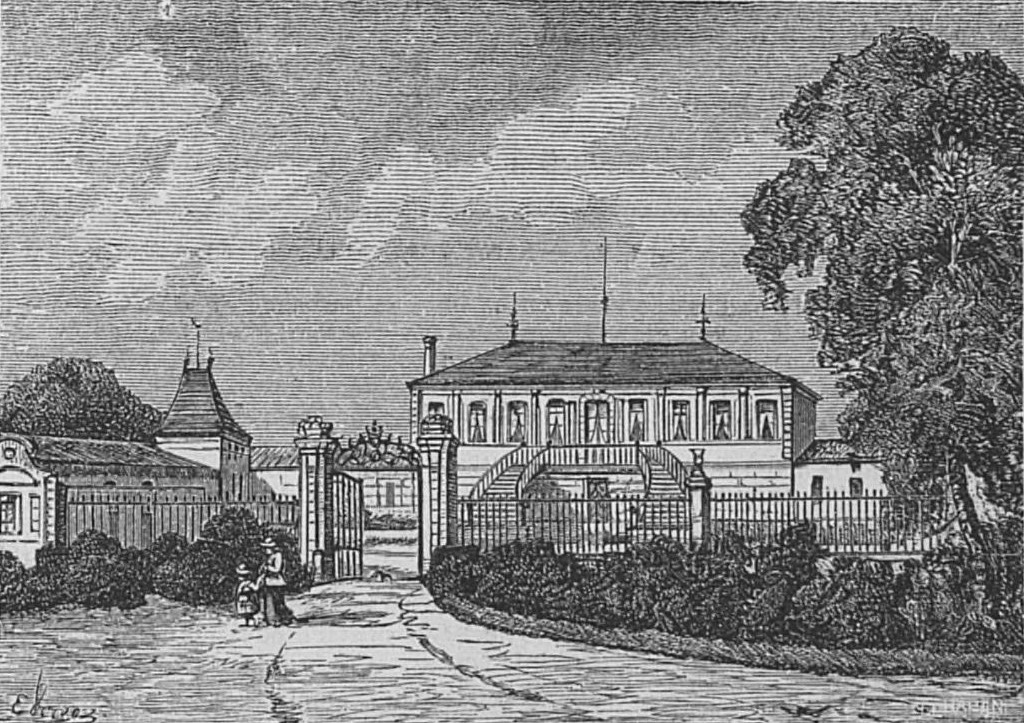
En 1893.

## Terroir
Sur un sol de graves mindéliennes (graves fines), le vignoble représente 77 hectares plantés à 58 % en cabernet sauvignon, 28 % en merlot et 14 % en petit verdot avec un âge moyen des vignes de 35 ans. Le vignoble est cultivé en biodynamie depuis 2008.

## Vins

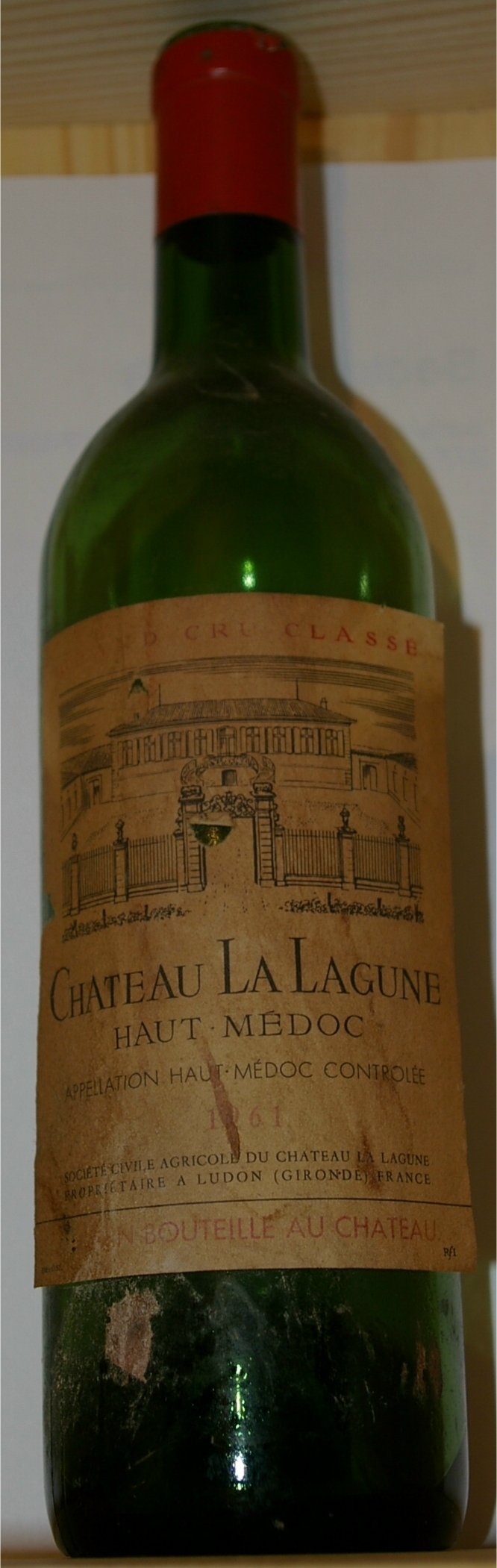
Château La Lagune 1961.

Trois vins sont produits par le domaine :
- le premier vin, le « château La Lagune »,
- le second vin, le « Moulin de La Lagune » produit notamment avec les jeunes vignes,
- une troisième cuvée nommée « Mademoiselle L ».